# لويز ريبيرو بينتو نيتو
لويز ريبيرو بينتو نيتو (بالبرتغالية: Luís Ribeiro Pinto Neto‏) هو لاعب كرة قدم ومدرب كرة قدم برازيلي، ولد في 16 نوفمبر 1946 في أركوفيردة ‏ في البرازيل. شارك مع منتخب البرازيل لكرة القدم. أما مع النوادي، فقد لعب مع نادي أيه بي سي ونادي إنترناسيونال ونادي بالميراس ونادي سبورت ريسيفه ونادي فلومينينسي.

## وصلات خارجية
- لويز ريبيرو بينتو نيتو على موقع ناشيونال فوتبول تيمز (الإنجليزية)